# 奧拉德霍達爾
29°14′56″N 1°4′20″W / 29.24889°N 1.07222°W

奧拉德霍達爾（阿拉伯语：‎），是阿爾及利亞的城鎮，位於該國西部，由貝沙爾省負責管轄，是奧拉德霍達爾區的首府，面積1,920平方公里，海拔高度380米，2008年人口4,251，人口密度每平方公里2.2人。